# Макрина Мельничук
Макрина Мельничук (англ. Macrina Melnychuk; 8 травня 1879, Чернівці — 8 травня 1949, Юніонтаун) — українська монахиня-василіянка, церковна діячка в Галичині і Сполучених Штатах Америки, педагогиня, започаткувала окрему вітку сестер василіянок для закарпатського екзархату США.

## Життєпис
Народилася 8 травня 1879 року в Чернівцях. 1 грудня 1895 року вступила до монастиря сестер василіянок у Яворові. У 1903 році призначена директоркою Дівочого Інституту в Перемишлі. У 1913 році на прохання єпископа Сотера Ортинського приїхала до Філадельфії. Спочатку була головною настоятелькою монахинь василіянок в США (1916—1920).
У 1921 році переселилася до Клівленду, де започаткувала окрему вітку василіянок для закарпатського екзархату. Тут провадила сиротинець, який перенісся до Факторівілла, Пенсильванія, згодом до Елмгирсту, Пенсильванія. Була настоятелькою монастиря і магістрою новіціяту. За допомогою єпископа Василя Такача та священника Томи Долиная придбала велику посілість з будинками в Юніонтауні, де розбудовано матірний дім закарпатської провінції сестер василіянок Матері Божої Неустанної Помочі, цю посілість названо на її честь Горою святої Макрини.
Померла 8 травня 1949 року в Юніонтауні. Похована на цвинтарі Гори святої Макрини.